# Namíbiai dollár
A namíbiai dollár Namíbia hivatalos pénzneme 1993. december 13-a óta.
Hasonlóan Lesothóhoz és Szváziföldhöz, Namíbia is a Dél-afrikai Köztársasághoz igazítja az pénznemét.

## Emlékérmék
2010. július 22-én bocsátották ki a Központi Bank fennállásának 20. évfordulója alkalmából a 10 dolláros bimetál érmét.

## Bankjegyek

### 2012-es sorozat
2012 május 15-én új bankjegysorozatot bocsátottak ki.
| Névérték   | Méret       | Szín         | Leírás                                           | Leírás                                                   | Dátumok   | Dátumok         |
| Névérték   | Méret       | Szín         | Előoldal                                         | Hátoldal                                                 | nyomtatás | kibocsátás      |
| ---------- | ----------- | ------------ | ------------------------------------------------ | -------------------------------------------------------- | --------- | --------------- |
| 10 dollár  | 129 x 70 mm | kék          | Dr. Sam Nujoma, a parlament épülete Windhoekban  | 3 vándorantilop (Antidorcas marsupialis), Namíbia címere | 2012      | 2012. május 15. |
| 20 dollár  | 134 x 70 mm | narancssárga | Dr. Sam Nujoma, a parlament épülete Windhoekban  | 3 Káma tehénantilop (Alcelaphus caama), Namíbia címere   | 2012      | 2012. május 15. |
| 50 dollár  | 140 x 70 mm | zöld         | Hendrik Witbooi, a parlament épülete Windhoekban | 5 nagy kudu (Tragelaphus strepsiceros), Namíbia címere   | 2012      | 2012. május 15. |
| 100 dollár | 147 x 70 mm | rózsaszín    | Hendrik Witbooi, a parlament épülete Windhoekban | 3 Nyársas antilop (Oryx gazella), Namíbia címere         | 2012      | 2012. május 15. |
| 200 dollár | 152 x 70 mm | ibolya       | Hendrik Witbooi, a parlament épülete Windhoekban | 3 fakó lóantilop (Hippotragus equinus), Namíbia címere   | 2012      | 2012. május 15. |

## Külső hivatkozások
- bankjegyek képei